# Régis Juanico

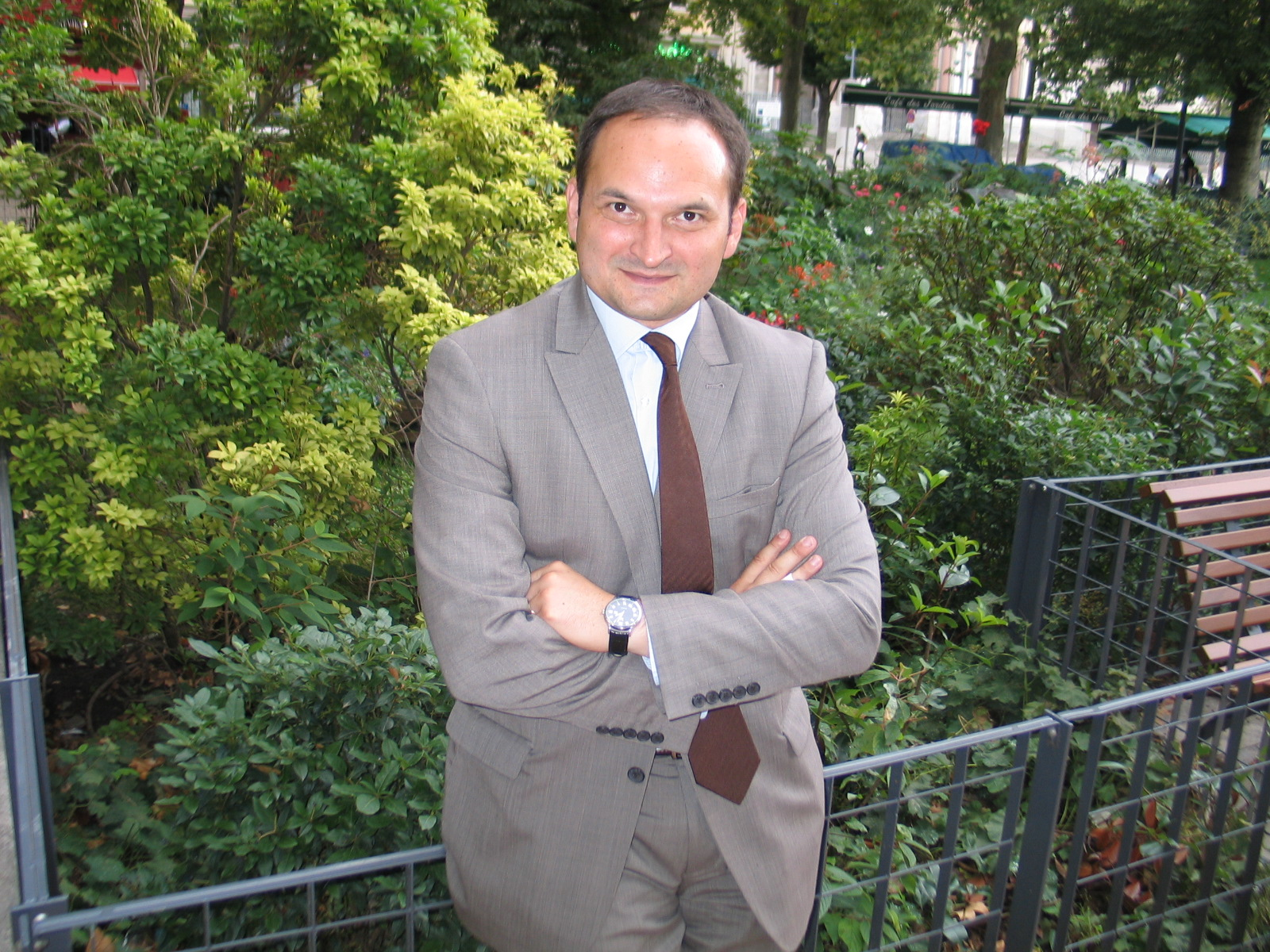
Juanico 2009

Régis Juanico (* 5. Februar 1972 in Saint-Rémy, Département Saône-et-Loire) ist ein französischer Politiker. Er ist seit 2007 Abgeordneter der Nationalversammlung.
Juanico machte auf Réunion sein Abitur und studierte im Anschluss am Institut d’études politiques in Lyon. Sein Studium schloss er in Paris mit einem Master in Politikwissenschaften ab. Gleichzeitig engagierte Juanico, der 1990 der Parti socialiste beigetreten war, sich in der Studentengewerkschaft UNEF-ID. 1995 wurde er zum Präsidenten der PS-Jugendorganisation Mouvement des Jeunes Socialistes gewählt. Als solcher leitete er die Wahlkampagne des MJS im Zuge der Parlamentswahlen 1997. Während der folgenden Legislaturperiode arbeitete er für Verteidigungsminister Alain Richard. Sein erstes politisches Amt erlangte er mit dem Einzug in den Generalrat des Départements Loire. Dem folgte 2007 eine erfolgreiche Kandidatur bei den Parlamentswahlen im ersten Wahlkreis des Départements. Im Dezember desselben Jahres wurde er ins Nationale Büro der PS gewählt. Im Jahr 2008 wurde er zudem zum Vorsitzenden der PS im Département Loire gewählt. 2012 gelang ihm die Wiederwahl als Abgeordneter.